# Cédric Bockhorni
Cédric Bockhorni (Nancy, Francia, 5 de septiembre de 1983) es un futbolista francés retirado. Jugaba de defensa y paso gran parte de su carrera en el Clermont Foot de Francia, donde jugó durante diez años hasta su retiro en 2016. Además militó en el AS Nancy y RE Virton.

## Clubes
| Club          | País    | Año       |
| ------------- | ------- | --------- |
| AS Nancy      | Francia | 2000-2003 |
| R.E. Virton   | Bélgica | 2004-2006 |
| Clermont Foot | Francia | 2006-2016 |

## Palmarés

### Campeonatos nacionales
| Título               | Club          | País    | Año  |
| -------------------- | ------------- | ------- | ---- |
| Championnat National | Clermont Foot | Francia | 2007 |